# آيت عيسى أو داود (عين جمعة)
آيت عيسى أو داود هي إحدى مشيخات المملكة المغربية، تتبع جغرافيا لعمالة مكناس وإداريًا لعين جمعة. يقدر عدد سكانها بـ 2529 نسمة حسب الإحصاء الرسمي للسكان والسكنى لسنة 2004.